# Мічиган-Сіті (Північна Дакота)
Мічиган-Сіті (англ. Michigan City) — місто (англ. city) в США, в окрузі Нелсон штату Північна Дакота. Населення — 263 особи (2020).

## Географія
Мічиган-Сіті розташований за координатами 48°1′28″ пн. ш. 98°7′12″ зх. д. / 48.02444° пн. ш. 98.12000° зх. д. (48.024420, -98.120120).  За даними Бюро перепису населення США в 2010 році місто мало площу 1,36 км², з яких 1,33 км² — суходіл та 0,03 км² — водойми.

## Демографія
Згідно з переписом 2010 року, у місті мешкали 294 особи в 149 домогосподарствах у складі 82 родин. Густота населення становила 216 осіб/км².  Було 173 помешкання (127/км²).
Расовий склад населення:
| - 96,9 % — білих - 1,7 % — корінних американців |

До двох чи більше рас належало 1,4 %. Частка іспаномовних становила 1,0 % від усіх жителів.
За віковим діапазоном населення розподілялося таким чином: 18,0 % — особи молодші 18 років, 59,9 % — особи у віці 18—64 років, 22,1 % — особи у віці 65 років та старші. Медіана віку мешканця становила 49,8 року. На 100 осіб жіночої статі у місті припадало 102,8 чоловіків;  на 100 жінок у віці від 18 років та старших — 104,2 чоловіків також старших 18 років.
Середній дохід на одне домашнє господарство  становив 70 510 доларів США (медіана — 55 625), а середній дохід на одну сім'ю — 95 853 долари (медіана — 82 500). Медіана доходів становила 42 321 долар для чоловіків та 32 500 доларів для жінок. За межею бідності перебувало 4,9 % осіб, у тому числі 17,9 % дітей у віці до 18 років та 4,5 % осіб у віці 65 років та старших.
Цивільне працевлаштоване населення становило 133 особи. Основні галузі зайнятості: сільське господарство, лісництво, риболовля — 15,8 %, освіта, охорона здоров'я та соціальна допомога — 15,0 %, транспорт — 13,5 %, будівництво — 12,8 %.